# Carlo Antonio Tavella

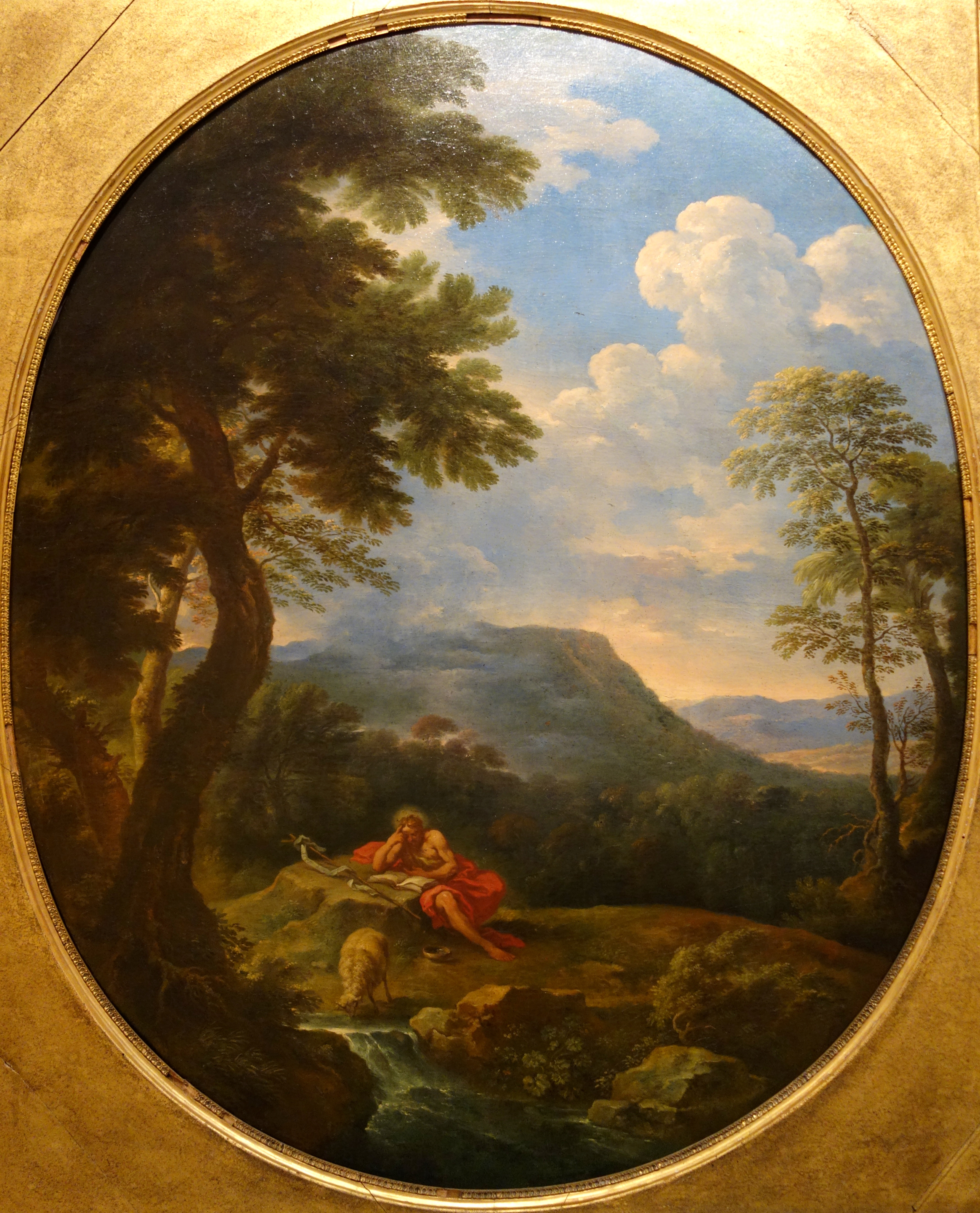
Carlo Antonio Tavella, Paesaggio con San Giovanni Battista, Accademia Ligustica di Belle Arti

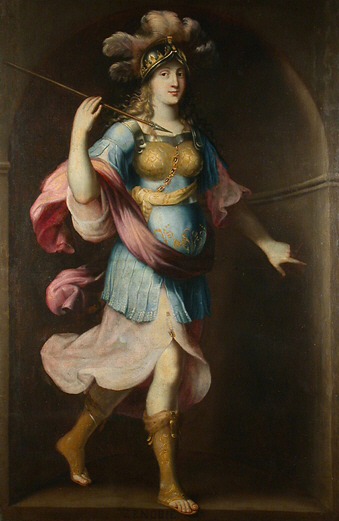
Carlo Antonio Tavella, Zenobia

Carlo Antonio Tavella (Milano, gennaio 1668 – Genova, 2 dicembre 1738) è stato un pittore italiano del periodo barocco attivo principalmente a Genova.

## Biografia
Iniziò come allievo del pittore Giuseppe Merati, successivamente passò sotto la guida di Johann Gruembroech o Greuenbrech, chiamato comunemente Solfarolo. Successivamente, nel 1695, Tavella lavorò nello studio del pittore olandese Pieter Mulier II chiamato Cavalier Tempesta o il Tempesta, di cui fu allievo prediletto. Lavorò come paesaggista con Alessandro Magnasco, Domenico e Paolo Gerolamo Piola.
Si occupò della decorazione del Palazzo Franchi. Tavella ebbe due figlie, di nome Angiola e Teresa, che sono state pittrici. Tra i suoi scolari si distinse Niccolò Micone che venne chiamato dai suoi concittadini lo Zoppo.

## Opere
- Paesaggio, olio su tela, 90x127 cm, Musei di Strada Nuova - Palazzo Bianco, Genova
- Paesaggio, olio su tela, 59x127 cm, Musei di Strada Nuova - Palazzo Bianco, Genova
- Veduta del feudo di Groppoli, olio su tela, 235,7x159,3, Musei di Strada Nuova - Palazzo Rosso, Genova
- Veduta del feudo di Groppoli, olio su tela, 90x72, Musei di Strada Nuova - Palazzo Rosso, Genova
- Paesaggio fluviale con figure, olio su tela, 99x138, Musei di Strada Nuova - Palazzo Rosso, Genova
- Paesaggio lacustre con gregge e figure, olio su tela, 99x137, Musei di Strada Nuova - Palazzo Rosso, Genova
- Paesaggi, affreschi, Musei di Strada Nuova - Palazzo Rosso, Genova